# Росано Венето
Роса̀но Вѐнето (на италиански: Rossano Veneto; на венециански: Rosan, Росан) е градче и община в Северна Италия, провинция Виченца, регион Венето. Разположено е на 78 m надморска височина. Населението на общината е 8091 души (към 2015 г.).